# Klapperbord

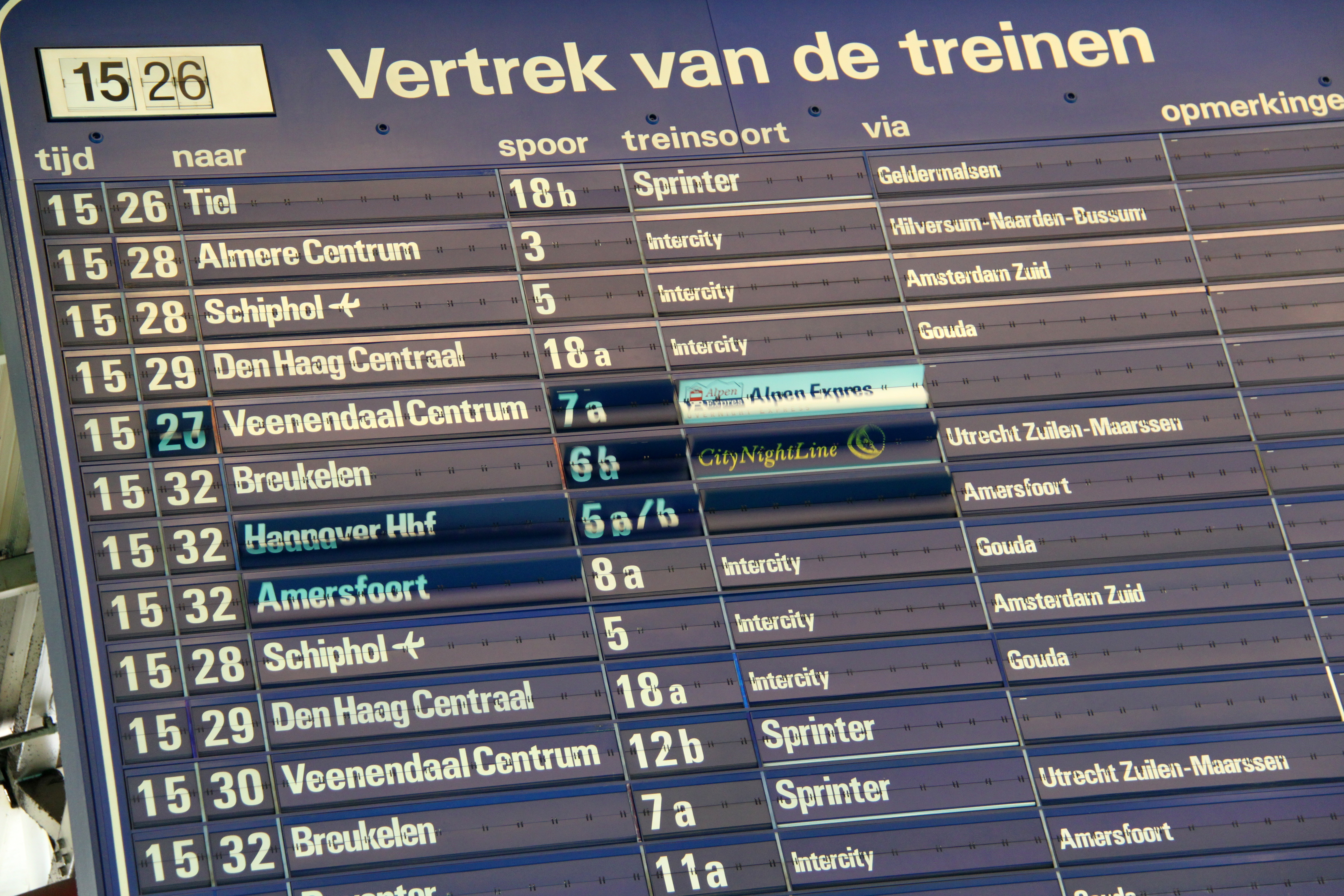
Gedeelte van een displaybord in een stationshal.

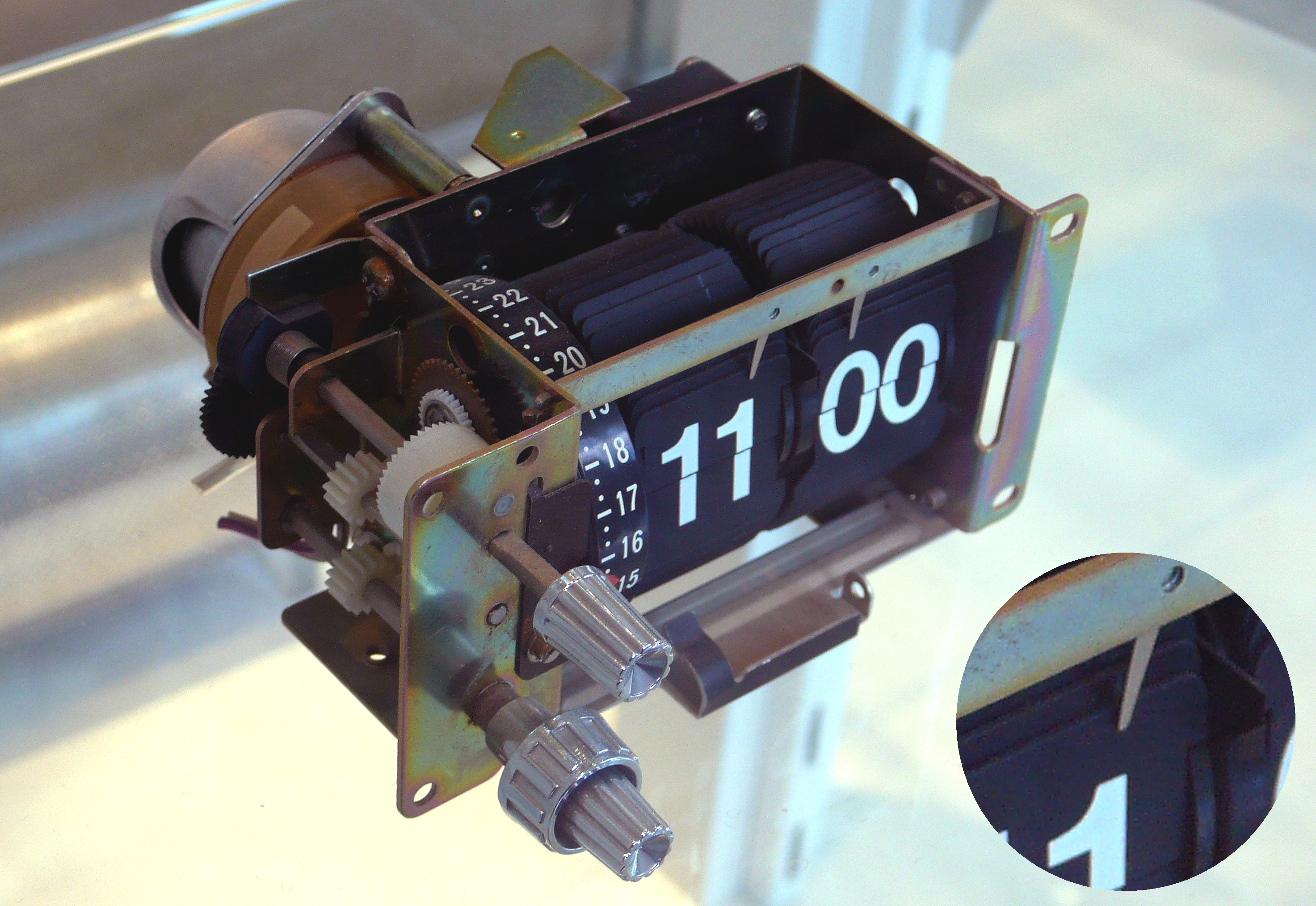
Klok met klapperbord zonder omhulling.

Animatie van de werking.

Een klapperbord (ook split-flap-display, of soms eenvoudigweg flap-display genoemd) is een digitaal elektromechanisch display-apparaat dat veranderlijke tekst of afbeeldingen kan weergeven. Soms worden ze ook Solari-borden genoemd naar de Italiaanse displayfabrikant Solari di Udine, of in Midden-Europese landen worden ze Pragotron genoemd, naar de Tsjechische fabrikant.
Dergelijke displays worden vaak gebruikt als beeldscherm voor de dienstregeling van het openbaar vervoer op luchthavens of treinstations.
Displays met gesplitste flappen werden ooit veel gebruikt in digitale consumentenklokken, namelijk flipklokken.

## Beschrijving
Elke karakterpositie of grafische positie heeft een verzameling flappen waarop (bijvoorbeeld) karakters of iconen zijn afgebeeld. Van elke afbeelding staat een helft op de onderzijde van een flap; de andere helft van die afbeelding staat op de bovenzijde van de ondergelegen flap, vandaar de term 'split' (gespleten). Deze flappen worden nauwkeurig om een horizontale as gedraaid om het gewenste karakter of de gewenste afbeelding weer te geven. De flappen kunnen hele woorden tonen; in andere installaties zijn er vele kleinere flappen naast elkaar, elk met een enkel karakter zodat willekeurige woorden kunnen worden afgebeeld.
Voordelen van deze displays zijn onder meer:
- hoge zichtbaarheid en brede kijkhoek in de meeste lichtomstandigheden
- weinig of geen stroomverbruik terwijl het scherm statisch aanwezig blijft
- een duidelijk klapperend geluid dat de aandacht trekt wanneer de informatie wordt bijgewerkt